# Basinio Basini

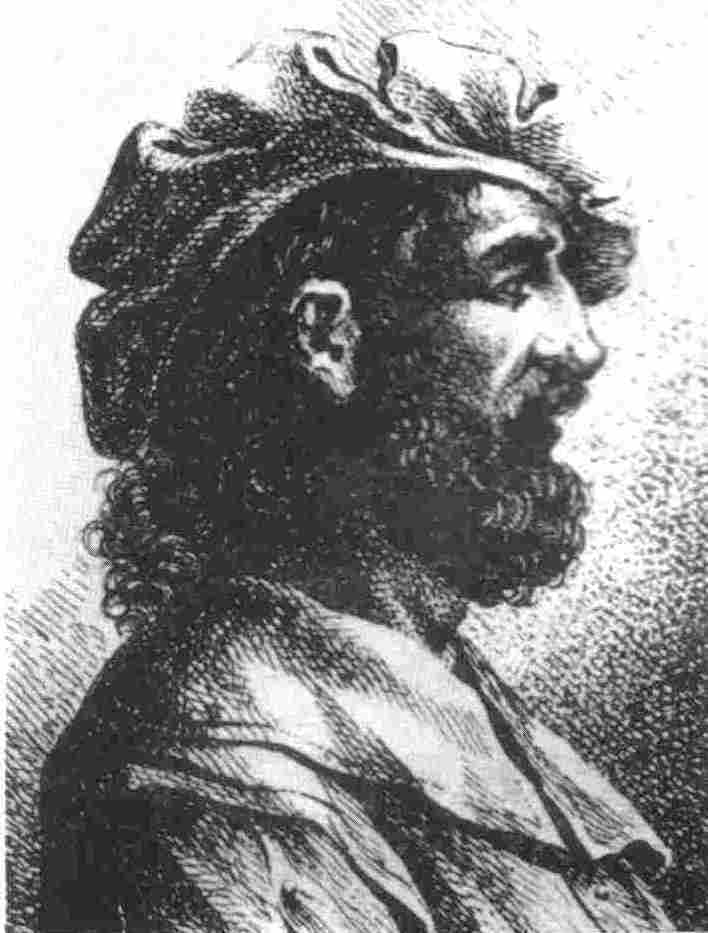
Basinio Basini.

Basinio Basini (Tizzano Val Parma 1425 – Rimini 1457) humanista italiano. 
Su padre era soldado de Mantua. Estudió latín y griego en Padua con Vittorino da Feltre y Theodorus Gaza y más tarde con Guarino da Verona.
En 1449 se estableció en la corte de los Malatesta, donde escribió su poema épico Liber Isottaeus y su obra mayor, Hesperis, dedicada a Sigismondo Malatesta. 